# Škrticí clona
Škrticí clona je mechanický prvek sloužící k omezení průtoku plynů a kapalin. Pro představu si jej lze představit jako klasickou clonu užívanou ve fotoaparátu: jde o stěnu s kruhovým otvorem, umístěnou uvnitř potrubí. 
Jejich výhodou je jednoduchá konstrukce a instalace do stávajícího potrubí a možnost regulace žádaného průtoku. Najdeme ji například v klimatizaci, ledničkách či pecích jako ochranu před tepelným žárem.
Využívá se jí u průřezových průtokoměrů pro zvýšení rychlosti proudění.